# U-332 (tàu ngầm Đức)
U-332 là một tàu ngầm tấn công  Lớp Type VII thuộc phân lớp Type VIIC được Hải quân Đức Quốc Xã chế tạo trong Chiến tranh Thế giới thứ hai. Nhập biên chế năm 1941, nó đã thực hiện được bảy chuyến tuần tra, đánh chìm được tám tàu buôn với tổng tải trọng 46.729 GRT, đồng thời gây hư hại cho một tàu buôn khác tải trọng 5.964 GRT. Trong chuyến tuần tra cuối cùng tại Đại Tây Dương, U-332 bị một máy bay ném bom B-24 Liberator của Không quân Hoàng gia Anh thả mìn sâu đánh chìm ở vị trí về phía Bắc mũi Finisterre, Tây Ban Nha vào ngày 29 tháng 4, 1943.

## Thiết kế và chế tạo

### Thiết kế

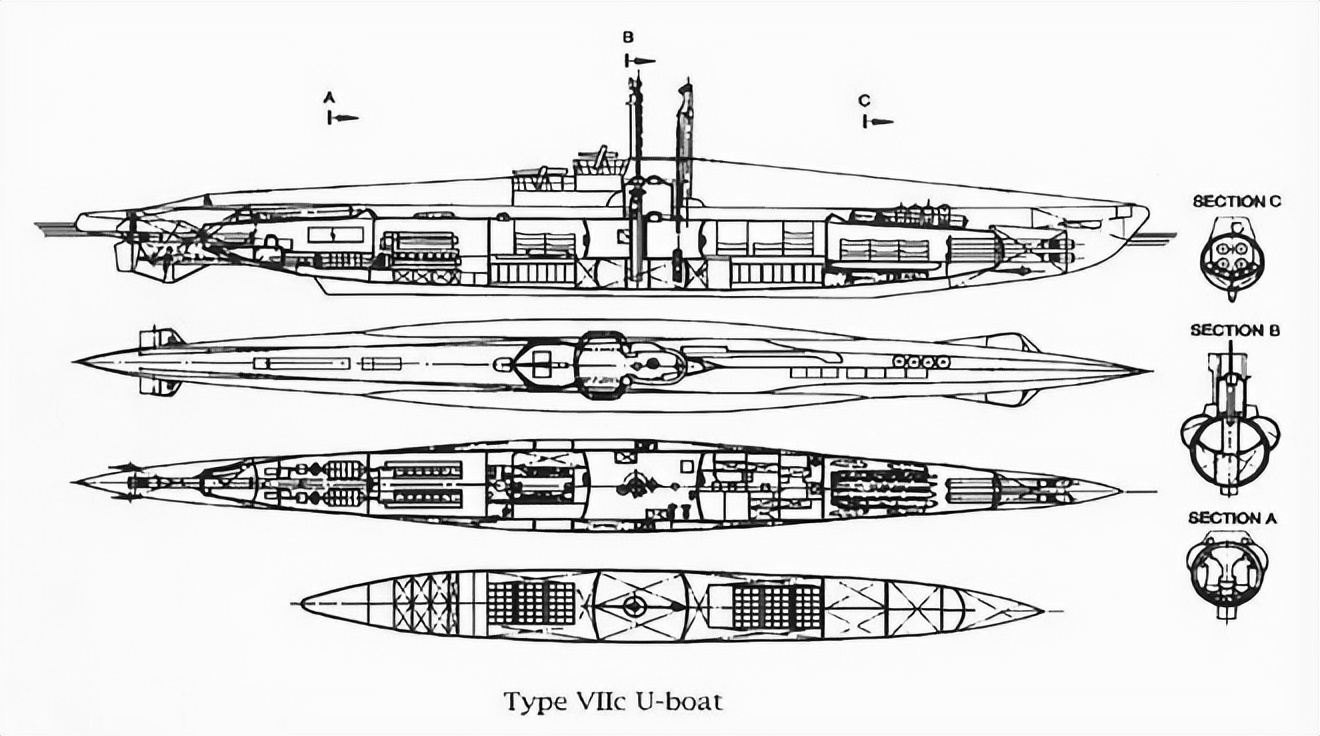
Sơ đồ các mặt cắt một tàu ngầm Type VIIC

Phân lớp VIIC của Tàu ngầm Type VII là một phiên bản VIIB được kéo dài thêm. Chúng có trọng lượng choán nước 769 t (757 tấn Anh) khi nổi và 871 t (857 tấn Anh) khi lặn). Con tàu có chiều dài chung 67,10 m (220 ft 2 in), lớp vỏ trong chịu áp lực dài 50,50 m (165 ft 8 in), mạn tàu rộng 6,20 m (20 ft 4 in), chiều cao 9,60 m (31 ft 6 in) và mớn nước 4,74 m (15 ft 7 in).
Chúng trang bị hai động cơ diesel Germaniawerft F46 siêu tăng áp 6-xy lanh 4 thì, tổng công suất 2.800–3.200 PS (2.100–2.400 kW; 2.800–3.200 bhp), dẫn động hai trục chân vịt đường kính 1,23 m (4,0 ft), cho phép đạt tốc độ tối đa 17,7 kn (32,8 km/h), và tầm hoạt động tối đa 8.500 nmi (15.700 km) khi đi tốc độ đường trường 10 kn (19 km/h). Khi đi ngầm dưới nước, chúng sử dụng hai động cơ/máy phát điện Garbe, Lahmeyer & Co. RP 137/c  tổng công suất 750 PS (550 kW; 740 shp). Tốc độ tối đa khi lặn là 7,6 kn (14,1 km/h), và tầm hoạt động 80 nmi (150 km) ở tốc độ 4 kn (7,4 km/h). Con tàu có khả năng lặn sâu đến 230 m (750 ft).
Vũ khí trang bị có năm ống phóng ngư lôi 53,3 cm (21 in), bao gồm bốn ống trước mũi và một ống phía đuôi, và mang theo tổng cộng 14 quả ngư lôi, hoặc tối đa 22 quả thủy lôi TMA, hoặc 33 quả TMB. Tàu ngầm Type VIIC bố trí một hải pháo 8,8 cm SK C/35 cùng một pháo phòng không 2 cm (0,79 in) trên boong tàu. Thủy thủ đoàn bao gồm 4 sĩ quan và 40-56 thủy thủ.

### Chế tạo
U-332 được đặt hàng vào ngày 23 tháng 9, 1939, và được đặt lườn tại xưởng tàu của hãng Nordseewerke ở Emden vào ngày 16 tháng 12, 1939. Nó được hạ thủy vào ngày 22 tháng 3, 1941, và nhập biên chế cùng Hải quân Đức Quốc Xã vào ngày 7 tháng 6, 1941 dưới quyền chỉ huy của Hạm trưởng, Đại úy Hải quân Johannes Liebe.

## Lịch sử hoạt động

### 1941

#### Chuyến tuần tra thứ nhất
U-332 khởi hành từ cảng Kiel vào ngày 30 tháng 10, 1941 cho chuyến tuần tra đầu tiên trong chiến tranh. Nó tiến ra Bắc Hải, rồi băng qua khe GIUK giữa Greenland và Iceland để hoạt động trong vùng biển Bắc Đại Tây Dương giữa Greenland, Iceland và  Ireland, và kéo dài cho đến tận lối ra vào phía Tây của eo biển Gibraltar. Tại đây nó bị một thủy phi cơ PBY Catalina thuộc Liên đội 202 Không quân Hoàng gia Anh tấn công vào ngày 6 tháng 12, nhưng chỉ bị hư hại nhẹ. Chiếc tàu ngầm lại bị một máy bay khác tấn công ba ngày sau đó, và hư hại đến mức phải quay trở về căn cứ. Nó kết thúc chuyến tuần tra và đi đến cảng La Pallice tại La Rochelle bên bờ biển Đại Tây Dương của Pháp đã bị Đức chiếm đóng, đến nơi vào ngày 16 tháng 12.

### 1942

#### Chuyến tuần tra thứ hai
Trong chuyến tuần tra thứ hai diễn ra từ ngày 27 tháng 1 đến ngày 8 tháng 2, cùng xuất phát và kết thúc tại La Pallice, U-332 đã hoạt động trong Đại Tây Dương về phía Tây vịnh Biscay. Tuy nhiên nó không đánh chìm được mục tiêu nào.

#### Chuyến tuần tra thứ ba
U-332 rời La Pallice vào ngày 17 tháng 2 cho chuyến tuần tra thứ ba, và đã băng qua suốt Đại Tây Dương để đánh phá tàu bè dọc theo bờ biển phía Đông Bắc của Hoa Kỳ, trong khuôn khổ Chiến dịch Paukenschlag (tiếng Anh: Chiến dịch Drumbeat). Tại đây vào ngày 13 tháng 3, nó đã phóng ngư lôi đánh chìm tàu buồm Hoa Kỳ Albert F. Paul 735 GRT, và tàu buôn Nam Tư Trepca 5.042 GRT, cùng ở vị trí khoảng 160 nmi (300 km) về phía Đông Bắc mũi Hatteras, North Carolina. Sau đó nó tiếp tục đánh chìm tàu chở dầu Hoa Kỳ Australia 11.628 GRT vào ngày 16 tháng 3, và tàu buôn Hoa Kỳ Liberator 7.720 GRT vào ngày 19 tháng 3, cùng ở vị trí khoảng 3 nmi (5,6 km) ngoài khơi các dãy đá ngầm Diamond, North Carolina. U-332 kết thúc chuyến tuần tra và quay trở về La Pallice vào ngày 10 tháng 4.

#### Chuyến tuần tra thứ tư
Trong chuyến tuần tra thứ tư diễn ra từ ngày 24 tháng 5 đến ngày 1 tháng 8, U-332 tiếp tục tham gia Chiến dịch Paukenschlag để hoạt động dọc theo vùng bờ Đông Hoa Kỳ. Tại đây nó đã đánh chìm tàu buôn Hoa Kỳ Raphael Semmes 6.027 GRT vào ngày 28 tháng 6 ở vị trí khoảng 875 nmi (1.620 km) về phía Đông mũi Canaveral, Florida  và tàu buôn Hy Lạp Leonidas M. 4.573 GRT vào ngày 19 tháng 7 ở vị trí khoảng 600 nmi (1.100 km) về phía Nam mũi Race, Newfoundland.

#### Chuyến tuần tra thứ năm
U-332 khởi hành từ La Pallice vào ngày 5 tháng 9 cho chuyến tuần tra thứ ba, và đã hướng xuống phía Tây Nam để hoạt động ngoài khơi bờ biển Đông Bắc của lục địa Nam Mỹ. Nó đã đánh chìm các tàu buôn Anh Registan 6.008 GRT ở vị trí khoảng 140 nmi (260 km) về phía Đông Barbados vào ngày 29 tháng 9, và tàu buôn Anh Rothley 4.996 GRT ở vị trí khoảng 300 nmi (560 km) về phía Đông Barbados vào ngày 19 tháng 10. U-332 kết thúc chuyến tuần tra và quay trở về La Pallice vào ngày 6 tháng 12.

### 1943

#### Chuyến tuần tra thứ sáu
U-332 bắt đầu chuyến tuần tra thứ sáu tại cảng La Pallice từ ngày 28 tháng 1, 1943, và nó đã quay trở lại hoạt động tại khu vực giữa Bắc Đại Tây Dương. Vào ngày 21 tháng 2, nó phóng trúng một quả ngư lôi và gây hư hại cho tàu chở dầu Na Uy Stigstad 5.964 GRT, vốn bị rơi lại phía sau Đoàn tàu ON-166; sau đó Stigstad bị ngư lôi phóng từ tàu ngầm U-603 đánh chìm.
Trong chặng quay trở về, ở vị trí về phía Bắc A Coruña, Tây Ban Nha vào ngày 21 tháng 3, chiếc U-boat bị một máy bay ném bom Vickers Wellington trang bị đèn Leigh thuộc Liên đội 172 Không quân Hoàng gia Anh tấn công, và bị hư hại đến mức không thể lặn. Bốn máy bay Junkers Ju 88 được phái đến hộ tống bảo vệ cho chiếc tàu ngầm, nhưng chúng đụng độ với những chiếc Bristol Beaufighter của Anh, và hai chiếc Ju 88 đã bị bắn rơi. Tuy nhiên nhờ thời gian trì hoãn, thủy thủ của U-332 đã sửa chữa con tàu đủ cho phép nó lặn ở mực nước nông, và nó về đến được La Pallice ba ngày sau đó.

#### Chuyến tuần tra thứ bảy - Bị mất
U-332 khởi hành từ cảng La Pallice vào ngày 26 tháng 4 cho chuyến tuần tra thứ bảy, cũng là chuyến cuối cùng, để tiếp tục hoạt động tại Đại Tây Dương. Chỉ ba ngày sau khi rời cảng, ngày 29 tháng 4, nó bị một máy bay ném bom B-24 Liberator thuộc Liên đội 224 Không quân Hoàng gia Anh thả mìn sâu tấn công ở vị trí về phía Bắc mũi Finisterre, Tây Ban Nha. U-332 bị đánh chìm tại tọa độ 44°48′B 8°58′T / 44,8°B 8,967°T; toàn bộ 45 thành viên thủy thủ đoàn của U-332 đều đã tử trận.

### "Bầy sói" tham gia
U-332 từng tham gia tám bầy sói:
- Störtebecker (17 – 19 tháng 11, 1941)
- Benecke (19 tháng 11 – 2 tháng 12, 1941)
- Hartherz (3 – 7 tháng 2, 1943)
- Ritter (11 – 23 tháng 2, 1943)
- Sturmbock (23 – 26 tháng 2, 1943)
- Burggraf (2 – 5 tháng 3, 1943)
- Westmark (6 – 11 tháng 3, 1943)
- Drossel (29 tháng 4, 1943)

### Tóm tắt chiến công
U-332 đã đánh chìm được tám tàu buôn với tổng tải trọng 46.729 GRT, đồng thời gây hư hại cho một tàu buôn khác tải trọng 5.964 GRT:
| Ngày              | Tên tàu        | Quốc tịch      | Tải trọng | Số phận      |
| ----------------- | -------------- | -------------- | --------- | ------------ |
| 13 tháng 3, 1942  | Albert F. Paul | United States  | 735       | Bị đánh chìm |
| 13 tháng 3, 1942  | Trepca         | Yugoslavia     | 5.042     | Bị đánh chìm |
| 16 tháng 3, 1942  | Australia      | United States  | 11.628    | Bị đánh chìm |
| 19 tháng 3, 1942  | Liberator      | United States  | 7.720     | Bị đánh chìm |
| 28 tháng 6, 1942  | Raphael Semmes | United States  | 6.027     | Bị đánh chìm |
| 19 tháng 7, 1942  | Leonidas M.    | Greece         | 4.573     | Bị đánh chìm |
| 29 tháng 9, 1942  | Registan       | United Kingdom | 6.008     | Bị đánh chìm |
| 19 tháng 10, 1942 | Rothley        | United Kingdom | 4.996     | Bị đánh chìm |
| 21 tháng 2, 1943  | Stigstad       | Norway         | 5.964     | Bị hư hại    |